# 佐藤幸椰
佐藤幸椰（日语：／ Satō Yukiya，1995年6月19日—），日本男子跳台滑雪运动员，2017年亚洲冬季运动会男子个人标准台和男子团体大跳台金牌得主、2019年世界北欧滑雪锦标赛男子团体大跳台铜牌得主。